# Thaumastella
Thaumastella Horvath, 1896, è un genere di insetti dell'ordine Rhynchota Heteroptera, superfamiglia dei Pentatomoidea. Comprende due sole specie ed è l'unico genere compreso nella famiglia dei Thaumastellidae Štys, 1864.
L'inquadramento sistematico di questo genere è incerto e controverso. In origine il genere era compreso nella famiglia dei Lygaeidae (superfamiglia Lygaeoidea). Fu Štys (1964) a descrivere la famiglia e includerla nella superfamiglia dei Pentatomoidea. Sulla base di criteri morfologici, Dolling (1981) attribuì il rango di sottofamiglia dei Cydnidae (superfamiglia Pentatomoidea), con il nome di Thaumastellinae. Jacobs (1989) ripristinò l'inquadramento al rango di famiglia ma, basandosi su criteri cariologici, mise in dubbio l'appartenenza della famiglia ai Pentatomoidea.
Il genere, presente nella sola regione afrotropicale comprende tre sole specie:
- Thaumastella aradoides Horváth, 1896
- Thaumastella namaquensis Schaefer & Wilcox, 1971
- Thaumastella elisabethae Jacobs, 1989.